# Péter Somfai
Péter Somfai (Budapest, 2 de abril de 1980) es un deportista húngaro que compite en esgrima, especialista en la modalidad de espada.
Participó en los Juegos Olímpicos de Río de Janeiro 2016, obteniendo una medalla de bronce en la prueba por equipos (junto con Géza Imre, Gábor Boczkó y András Rédli).
Ganó cuatro medallas en el Campeonato Mundial de Esgrima entre los años 2009 y 2012, y cuatro medallas en el Campeonato Europeo de Esgrima entre los años 2009 y 2012.
En 2016 recibió la Cruz de oro de la Orden del Mérito de Hungría.

## Palmarés internacional
| Juegos Olímpicos   | Juegos Olímpicos        | Juegos Olímpicos  | Juegos Olímpicos   |
| Año                | Lugar                   | Medalla           | Prueba             |
| ------------------ | ----------------------- | ----------------- | ------------------ |
| 2016               | Río de Janeiro (Brasil) | Medalla de bronce | Espada por equipos |
| Campeonato Mundial |                         |                   |                    |
| Año                | Lugar                   | Medalla           | Prueba             |
| 2009               | Antalya (Turquía)       | Medalla de plata  | Espada por equipos |
| 2010               | París (Francia)         | Medalla de bronce | Espada por equipos |
| 2011               | Catania (Italia)        | Medalla de plata  | Espada por equipos |
| 2012               | Kiev (Ucrania)          | Medalla de bronce | Espada por equipos |
| Campeonato Europeo |                         |                   |                    |
| Año                | Lugar                   | Medalla           | Prueba             |
| 2009               | Plovdiv (Bulgaria)      | Medalla de oro    | Espada por equipos |
| 2010               | Leipzig (Alemania)      | Medalla de oro    | Espada por equipos |
| 2011               | Sheffield (Reino Unido) | Medalla de plata  | Espada por equipos |
| 2012               | Legnano (Italia)        | Medalla de plata  | Espada por equipos |